# 1918 dans les parcs de loisirs
| Années des parcs de loisirs : 1915 - 1916 - 1917 - 1918 - 1919 - 1920 - 1921    |
| Décennies des parcs de loisirs : 1880 - 1890 - 1900 - 1910 - 1920 - 1930 - 1940 |

## Parcs d'attractions

### Fermeture
- Electric Park à Iola ( États-Unis)
- Luna Park de Genève ( Suisse)

## Évènement
Fondation de l'International Association of Amusement Parks and Attractions.

## Attractions

### Montagnes russes
| Nom                                            | Type/Modèle | Constructeur | Parc        | Pays       |
| ---------------------------------------------- | ----------- | ------------ | ----------- | ---------- |
| Leap Frog Railway Devenu High Frolics en 1934. | Bois        | Andy Vettel  | Cedar Point | États-Unis |

### Autres attractions
| Nom      | Type/Modèle | Constructeur                  | Parc              | Pays       |
| -------- | ----------- | ----------------------------- | ----------------- | ---------- |
| Carousel | Carrousel   | Philadelphia Toboggan Company | Zoo de Cincinnati | États-Unis |
| The Whip | The Whip    | William F. Mangels            | Kennywood         | États-Unis |

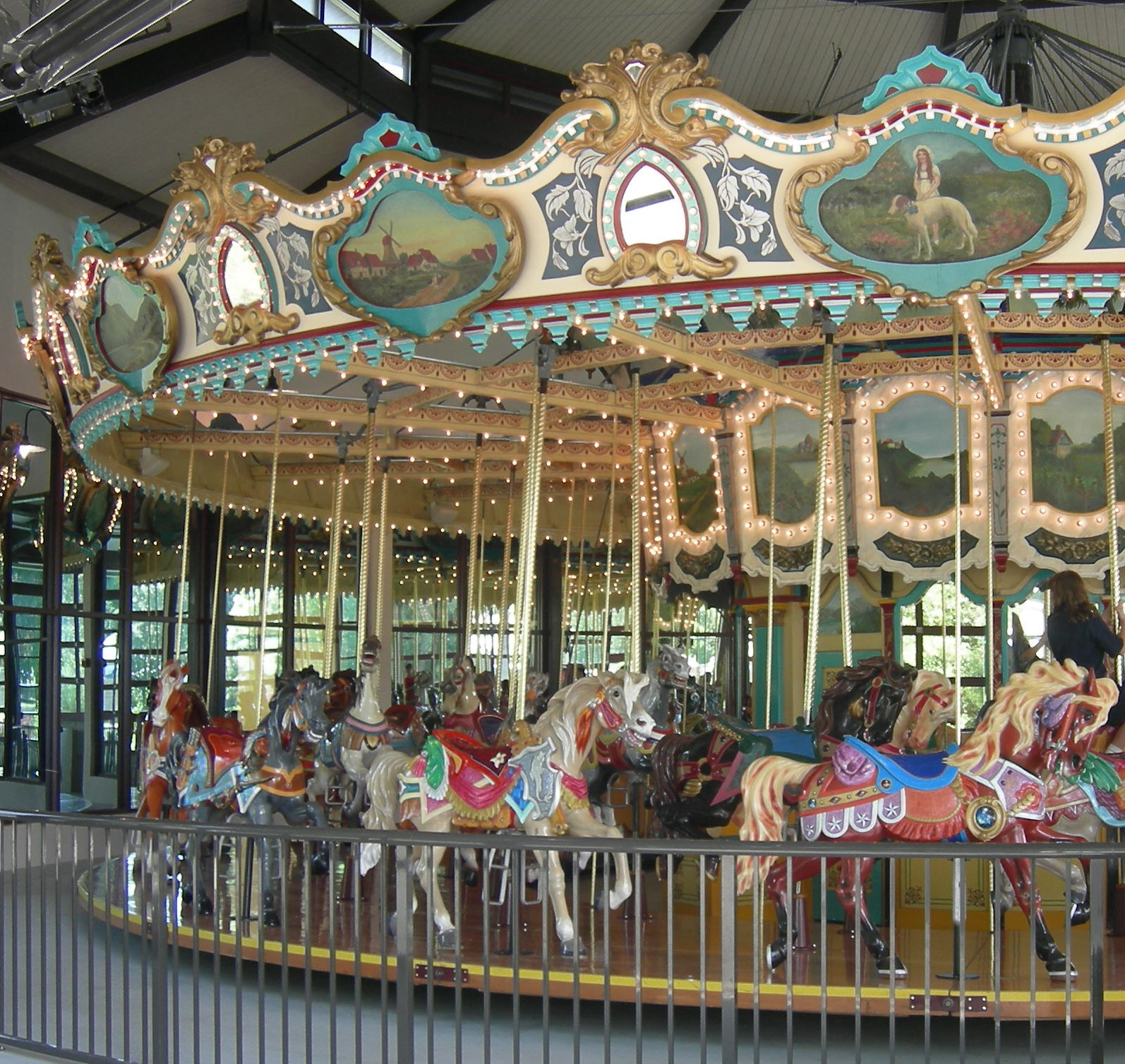
Carousel de Zoo de Cincinnati, aujourd'hui situé à Woodland Park Zoo
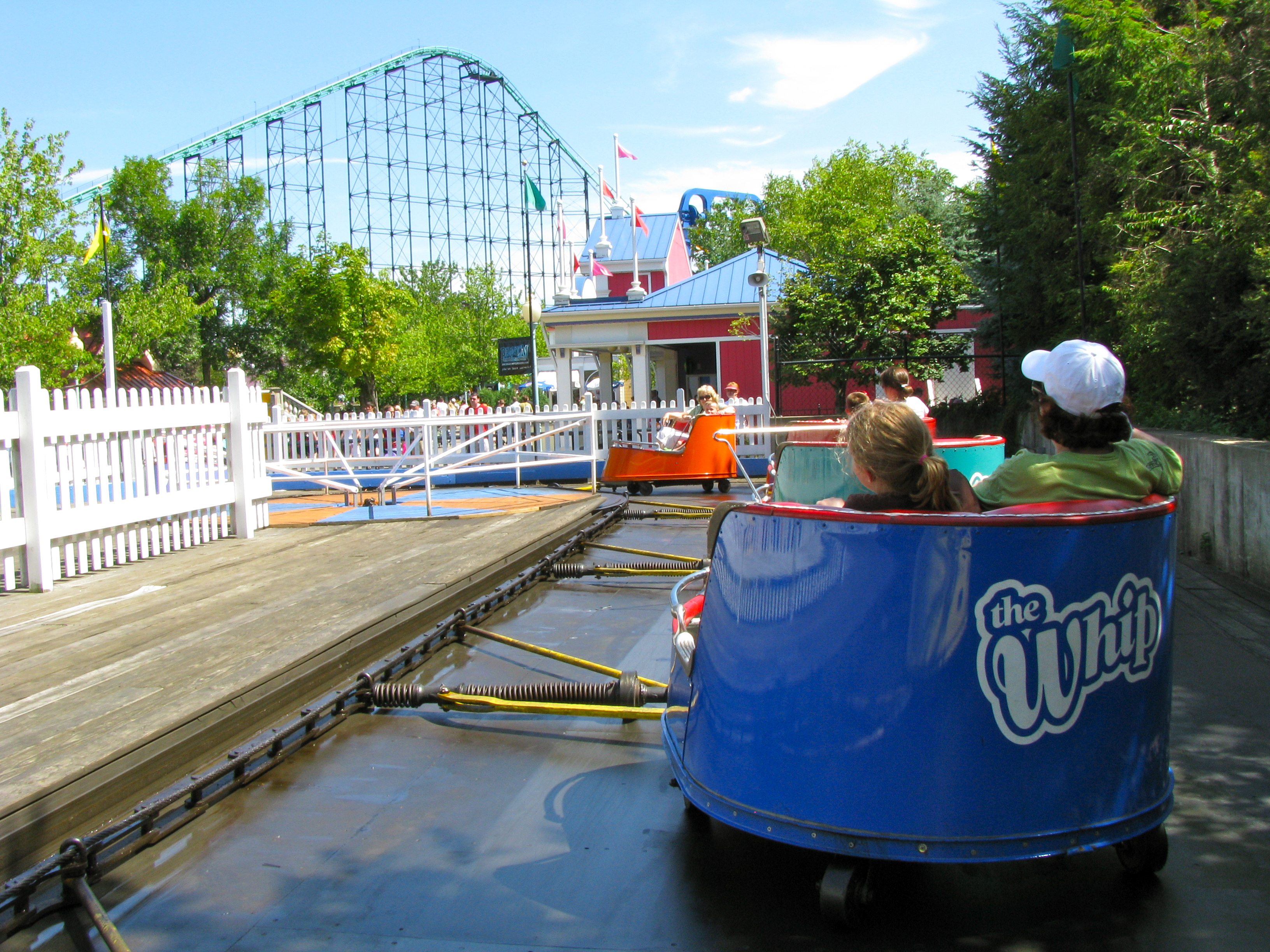
The Whip à Kennywood